# باشگاه ورزشی الیقظه
باشگاه ورزشی الیقظه (عربی: نادی الیقظة الریاضی) یک باشگاه فوتبال سوری مستقر در دیرالزور است. آن‌ها بازی‌های خانگی‌شان را در ورزشگاه شهری دیرالزور برگزار می‌کنند.